# Шидловський Сергій Григорович
Сергій Григорович Шидловський (11 серпня 1947) — український дипломат. Радник-посланник Посольства України в Республіці Казахстан (1999—2003), Генеральний консул України в Республіці Казахстан м. Алмати (2004—2008).

## Життєпис
Народився 11 серпня 1947 року в місті Чернівці. У 1971 році закінчив Київський державний університет ім. Т. Г. Шевченка. Кандидат економічних наук (1977).
Електромонтер Енергогосподарства Київського трамвайно-тролейбусного управління (1965-1968); викладач кафедри політекономії Київського політехнічного інституту (1971-1974); аспірант, молодший науковий співробітник Інституту економіки АН УРСР (1978); Редактор — завідувач відділу політекономії і конкретної економіки журналу «Комуніст України» (1978-1982); інструктор відділу науки і учбових закладів ЦК Компартії України (1982-1984); помічник Голови Ради Міністрів УРСР (1984-1987);  заступник завідувача, завідувач відділу з питань екології та комплексного використання природних ресурсів Управління Справами Ради Міністрів УРСР. З 1992 року — керівник групи експертів з питань екології та комплексного використання природних ресурсів Кабінету Міністрів України, з 1995 — перший заступник Керівника Управління гуманітарної політики Адміністрації Президента України. Член Урядової комісії з питань комплексного розв'язання проблем Чорнобильської АЕС. На дипломатичній службі (1999-2008). Головний науковий співробітник Інституту законодавства Верховної Ради України (2009—2022).

## Автор творів
- Дашенька, розповідь[7]
- Казахский пленник, розповідь[8]
- Пуща-Водица: полвека назад, спогади[9]

## Автор наукових праць
- Развитие социалистической планомерности [Текст] : дис... канд. экон. наук: 08.00.01 / Шидловский Сергей Григорьевич ; АН УССР, Ин-т экономики. - К., 1976. - 219 л. - Библиогр.: л. 196-219
- Законодавче забезпечення розвитку реального сектору економіки [Текст] / [заг. ред. В. І. Сергієнка] ; Ін-т законодавства Верховної Ради України. - Київ : Ін-т законодавства Верховної Ради України, [2012]. Вип. 3 / [Аванесова Н. Е. та ін. ; упоряд.: Шидловський С. Г., Мищак І. М.]. - 2016. - 653 с. : рис., табл. - ISBN 978-966-7166-39-7